# Susan B. Anthony (suffragette)

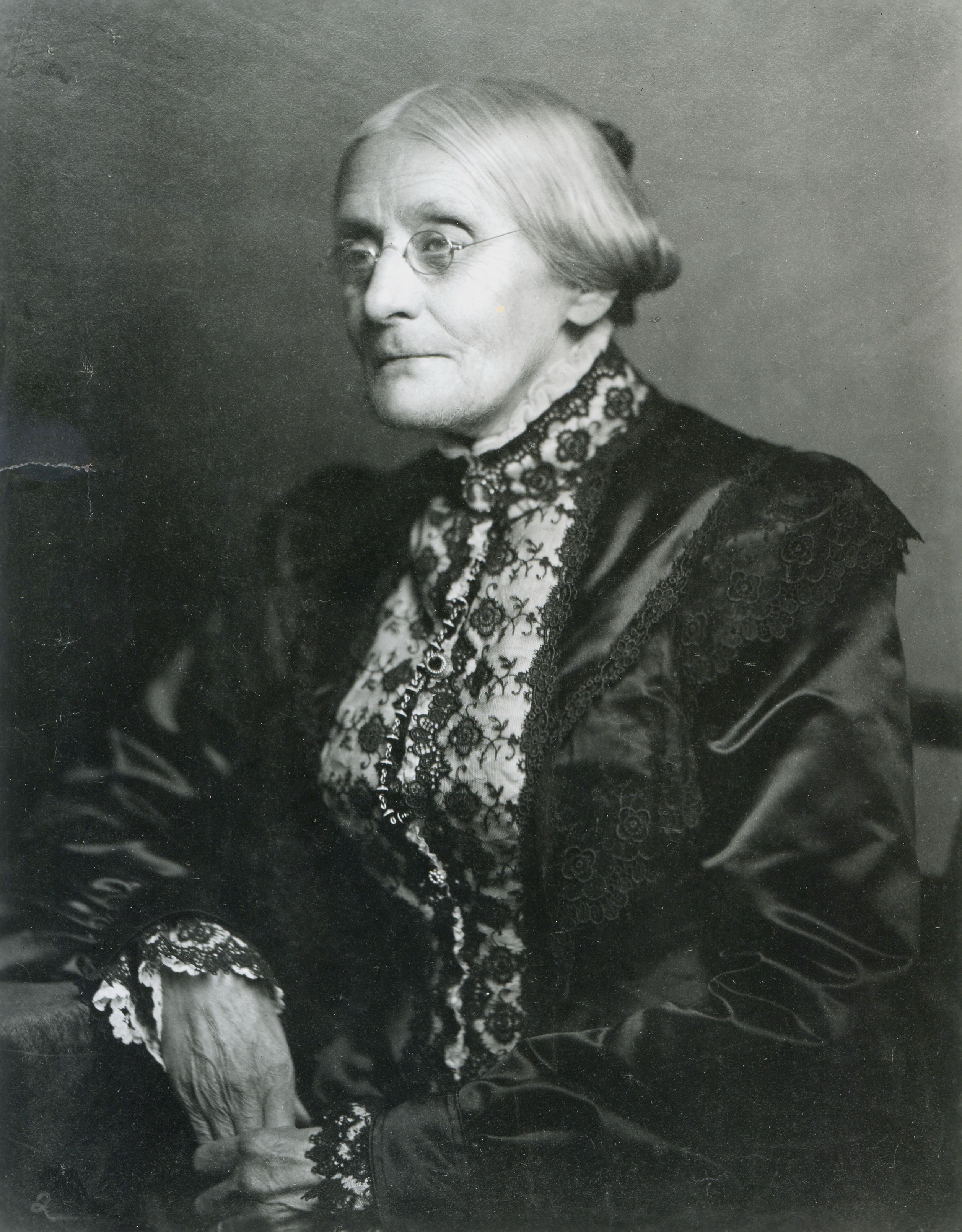
Susan B. Anthony, ca. 1890

Susan B. Anthony (Adams (Massachusetts), 15 februari 1820 – Rochester (New York), 13 maart 1906) was een Amerikaanse suffragette en burgerrechtenactiviste. Ze was een voorvechtster in de strijd voor het vrouwenkiesrecht in de Verenigde Staten.

## Leven
Ze werd geboren in de staat Massachusetts in een Quaker-familie. Kort na haar geboorte verhuisde de familie naar de staat New York. Ze kreeg haar opleiding in de school van haar vader en is zelf lange tijd lerares geweest. In de jaren voorafgaand aan de Amerikaanse Burgeroorlog had ze een prominente rol in de strijd tegen de slavernij.
Vanaf 1854 ging ze zich voltijds inspannen voor de strijd voor vrouwenrechten. Ze verwierf een reputatie als vurig spreekster en gepassioneerd schrijfster. In 1869 werd ze voorzitster van de National Woman's Suffrage Association, een organisatie die naar vrouwenstemrecht streefde.
In november 1872 stemde zij met een veertiental andere vrouwen bij de toenmalige presidentsverkiezingen, waarbij de toezichthouders het goed vonden dat zij haar stem in de stembus deponeerde. Hierop werd zij gearresteerd en in een proces in 1873 veroordeeld tot honderd dollar boete en proceskosten. Ze heeft nooit een cent van de boete betaald en vanuit de overheid is nooit veel moeite gedaan deze te incasseren. Maar ze ging wel vrijwillig de cel in.
Samen met E.C. Stanton, M.J. Gage en I.H. Harper schreef ze tussen 1884 en 1887 The History of Woman Suffrage, een vierdelig werk omtrent de emancipatiestrijd.
Susan B. Anthony stierf op 13 maart 1906 in haar huis in Rochester aan de gevolgen van een hartziekte.

## Na haar dood

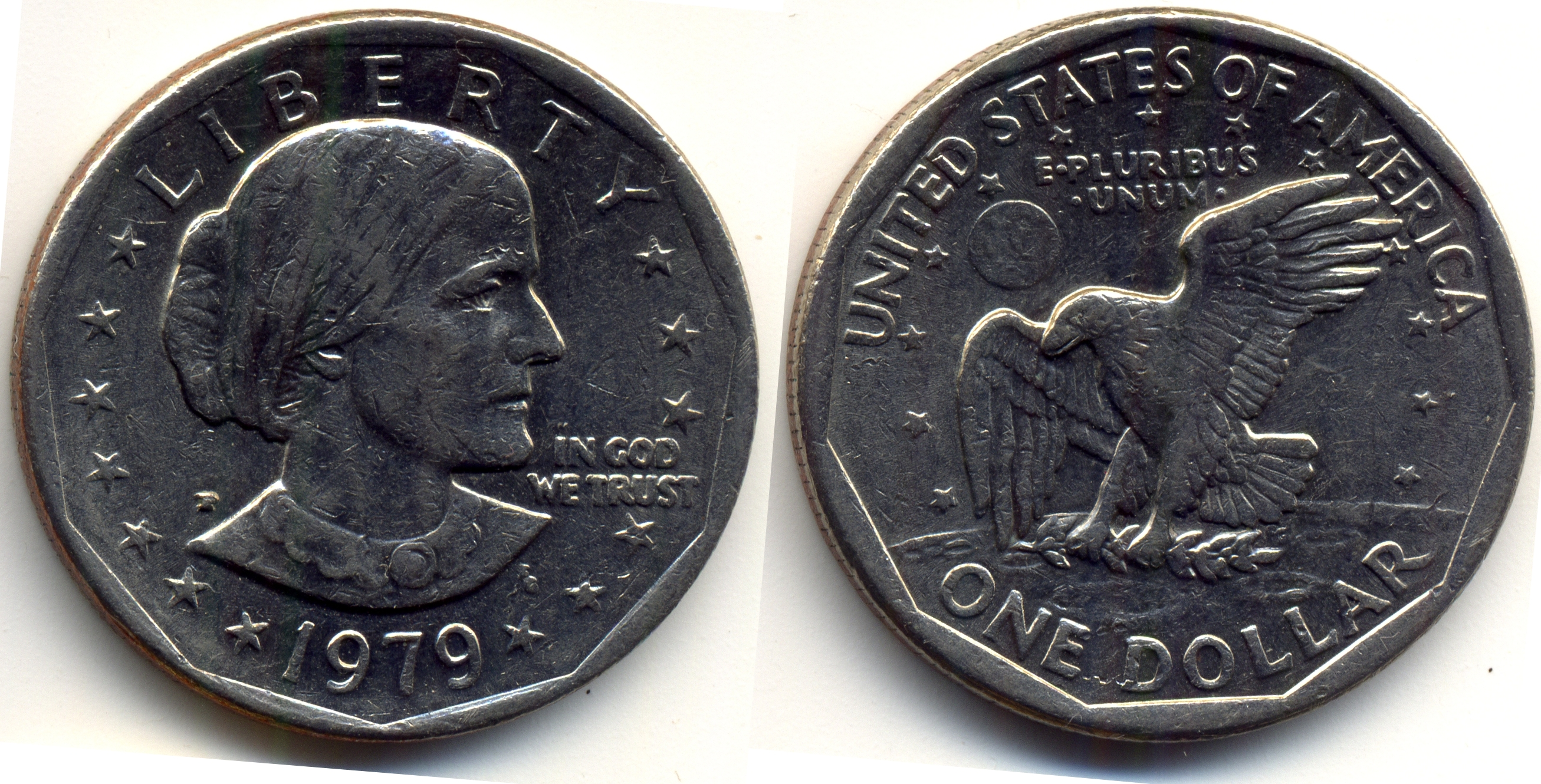
1 dollar munt van 1979

Op 18 augustus 1920, veertien en een half jaar na haar dood, werd het vrouwenkiesrecht ingevoerd in de Verenigde Staten met het negentiende amendement van de grondwet van de Verenigde Staten.
Susan B. Anthony werd in 1979 de eerste niet-fictieve vrouw op een Amerikaanse munt: haar beeltenis werd opgenomen op de zogenaamde Anthony Dollar.
Sinds 2014 gaan vrouwen op of na verkiezingsdag naar haar graf en plakken er een sticker "I voted" op. Het was zelfs nodig het kwetsbare marmer een beschermlaag te geven voor de stickers.

## Weetje
In de film Ocean's Thirteen (2007) wordt de Susan B. Anthony genoemd als onderdeel van een oplichterstruc ("We're gonna need a Susan B. Anthony..."). Dit refereert aan de hierboven genoemde 'Anthony Dollar', die lijkt op een reguliere munt, maar door zeldzaamheid veel meer waard is. In de film hebben twee mensen met een reguliere dollar een enorme winst op een slot-machine, die gemanipuleerd is door het team van Ocean.